# Challenger de Bytom
El ZRE Katowice Bytom Open es un torneo profesional de tenis disputado en pistas de polvo de ladrillo.Pertenece al ATP Challenger Series. Se juega desde el año 2006 sobre tierra batida , en Bytom, Polonia.

## Palmarés

### Individuales
| Año  | Campeón           | Finalista       | Resultado |
| ---- | ----------------- | --------------- | --------- |
| 2010 | Pere Riba         | Facundo Bagnis  | 6–0, 6–3  |
| 2009 | Laurent Recouderc | Jan Hájek       | 6–3, 6–4  |
| 2008 | Laurent Recouderc | Pablo Santos    | 6–3, 6–4  |
| 2007 | Peter Luczak      | Simone Vagnozzi | 6–3, 6–3  |

### Dobles
| Año  | Campeones                           | Finalistas                        | Resultado        |
| ---- | ----------------------------------- | --------------------------------- | ---------------- |
| 2010 | Ivo Klec Artem Smirnov              | Konstantin Kravchuk Ivan Sergeyev | 1–6, 6–3, [10–3] |
| 2009 | Pablo Santos Gabriel Trujillo-Soler | Jan Hájek Dušan Karol             | 6–3, 7–6(3)      |
| 2008 | Marcin Gawron Mateusz Kowalczyk     | Raphael Durek Błażej Koniusz      | 6–4, 3–6, 10–7   |
| 2007 | Hugo Armando Brian Dabul            | Tomasz Bednarek Michał Przysiężny | 6–4, 1–6, 10–5   |